# 五諸侯增一
后髮座40，又名BD+23 2538，HD 113866、SAO 82651、HR 4949，是后髮座的一颗恒星，视星等为5.6，位于銀經340.64，銀緯84.36，其B1900.0坐标为赤經13h 1m 30.5s，赤緯+23° 84.36′ 10″。